# 辛茨海姆
辛茨海姆是德国巴登-符腾堡州的一个镇。